# Список музеев Рима
Список музеев Рима и Ватикана

## Городские музеи
- Национальный римский музей - Крупнейшее собрание древнеримского искусства и археологических памятников, представленное в четырёх зданиях, из которых центральная часть коллекции экспонируется в здании Палаццо Массимо, в котором представлены скульптуры Дискобола , скульптурные портреты римских императоров и саркофаги, уникальные бронзовые скульптуры Кулачного боцца (Квиринала) и Диадоха, обширное собрание ансамблей фресковой стенописи, включая живопись с Виллы Ливии.  Часть постоянно пополняемых коллекций выставлена в Термах Диоклетиана, Палаццо Альтемпс и в музее средневекового Рима Крипта Бальби.   - Главное здание Римского национального музея. Палаццо Массимо
  - Персонификация Египта с храма Адриана
  - Зал с фресками виллы Ливии
  - Диадох
  - Варианты римских копий скульптуры "Дискобол"
  - Кулачный боец (Квиринал)
  - Скульптура Августа великого Понтифика
  - Трон Людовизи в экспозиции музея Палаццо Альтемпс

- Капитолийские музеи (итал. Musei Capitolini). История музеев начинается с 1471 году, когда папа римский Сикст IV принёс в дар жителям Рима коллекцию бронзовых статуй, которые до этого хранились в Латеране. При папе Бенедикте XIV была основана картинная галерея. Коллекция музея размещена в двух из трёх зданий на площади Капитолийского холма (Piazza del Campidoglio) — Palazzo dei Conservatori и Palazzo Nuovo. В Palazzo Nuovo можно увидеть коллекцию античной скульптуры, включая бюсты римских философов и императоров. В Palazzo dei Conservatori находятся оригиналы капитолийской волчицы и статуи Марка Аврелия, а также остатки капитолийского колосса.

- Здание Palazzo dei Conservatori
- Здание Palazzo Nuovo
- Статуя Марка Аврелия
- Скульптура Геркулеса
- Капитолийская волчица
- Фрагменты капитолийского колосса (статуи императора Константина)
- Голова амазонки
- Бюст Брута

- Музей Рима (итал. Museo di Roma). Музей расположен в здании в стиле барокко XVIII века — Палаццо Браски, в историческом центре города между Пьяцца Навона и Кампо деи Фиори. Здание было недавно отреставрировано. Интересна парадная лестница работы Джузеппе Валадье. В музее отображена история города со Средневековья до начала XIX века.

- Палаццо Браски
- Весталка
- Автопортрет Антонио Кановы

- Центр Монтемартини (итал. Centrale Montemartini) . Музей расположен на левом берегу Тибра. Первоначально в здании располагалась первая в городе электростанция. Музей представляет коллекцию классической скульптуры из раскопок XIX—XX веков.

- Здание центра Монтемартини
- Машинный зал
- Статуя Агриппины
- Голова Ареса

- Музей Рима в Трастевере (итал. Museo di Roma in Trastevere). Музей расположен в районе Трастевере в здании бывшего монастыря Сан-Эгидио. Здание было отреставрировано в 1976 году. В музее можно ознакомиться с жизнью римлян в XVIII—XIX веках.

- Здание музея

## Государственные музеи, посвящённые античности и средневековью
- Национальный этрусский музей Вилла Джулия (итал. Museo Nazionale Etrusco di Villa Giulia). Представлены экспонаты этрусского искусства, аттические вазы, гробницы и скульптура.

- Вилла Джулия

- Музей Римского форума, Палатина и Колизей
- Рынок Траяна
- Музей Алтаря Мира императора Августа
- Музей римской цивилизации в EUR  - Модель Древнего Рима
  - Слепки рельефов с колонны Траяна
- Национальный музей средневековья в EUR

## Музеи Ватикана
В музеях Ватикана (итал. Musei Vaticani) находятся предметы древнеегипетского искусства, а также произведения современного искусства. Самыми известными в музеях Ватикана являются Сикстинская капелла, Станцы Рафаэля и Лаокоон.
- Григорианский Египетский музей (итал. Museo Egiziano). В музее можно увидеть крышки саркофагов, мумии, погребальные маски и горельефы фараонов.

- Статуя льва
- Фрагменты саркофага из Фив времён XX династии
- Статуя бога Анубиса
- Погребальная маска мумии

- Музей Пия-Климента в Бельведере . Главное внимание привлекают Лаокоон и Аполлон.

- Лаокоон
- Аполлон Бельведерский

- Зал муз (итал. Sala delle Muse) — здесь можно увидеть знаменитый бельведерский торс, скульптуры Нерона и Антиноя.

- Бельведерский торс
- Антиной

- Зал Константина (итал. Sala di Costantino). Стены зала на тему «Триумф христианства над язычеством» расписывал Джулио Романо. Изображены: виды Рима, латеранский баптистерий, сцена дарения Рима папам императором Константином.
- Лоджия Рафаэля (итал. Loggia di Raffaello). Зал расписан библейскими сюжетами. Картины были скопированы для Зимнего дворца в Санкт-Петербурге по приказу Екатерины II.
- Станцы Рафаэля (итал. Stanze di Raffaello) — самая большая достопримечательность музеев Ватикана после Сикстинской капеллы. Здание вначале предназначалось для библиотеки, но потом было передано папскому трибуналу. Постройка была организована папой Юлием II. Вначале росписи были заказаны у Перуджино и Луки Синьорелли, но потом папа передал работу Рафаэлю. Три стены посвящены триумфу философии, триумфу религии и триумфу правосудия. Фреска «Афинская школа» изображает известнейших современников Рафаэля, таких, например, как Леонардо да Винчи, Микеланджело, Браманте, а также самого Рафаэля. Фреска «Воинствующая церковь» изображает пап Сикста IV и Юлия II, Данте, кардиналов Джованни Медичи (будущий папа Лев X) и Алессандро Фарнезе (будущий папа Павел III).

- Афинская школа
- Фрагмент «Афинской школы» — Платон (Леонардо да Винчи)
- Фрагмент «Афинской школы» — Гераклит (Микеланджело)

- Зал кьяроскуро (итал. Sala de Chiaroscuri). В зале проводились заседания папского суда. Здесь умер папа Юлий II.
- Сикстинская капелла (итал. Cappella Sistina). С 1484 г. в капелле на конклав собираюся кардиналы, чтобы избрать нового папу. Папа Юлий II пригласил Микеланджело расписывать потолок капеллы, так как Браманте и Рафаэль отказались это делать. Они считали, что скульптор Микеланджело не справится с работой, и они вернут себе статус главных художников при папском престоле. Их ожидания не оправдались. За четыре года (1508—1512), которые Микеланджело провёл на лесах под потолком капеллы, были созданы грандиозные фрески на ветхозаветные темы. Эти фрески изображают: «Отделение света от тьмы», «Сотворение Солнца, Луны и растений», «Отделение суши от воды и сотворение рыб», «Сотворение рыб и птиц», «Сотворение Адама», «Сотворение Евы», «Грехопадение и изгнание», «Жертвоприношения Ноя», «Потоп» и «Опьянение Ноя». На стенах размещены картины мастеров Возрождения Перуджино, Боттичелли, Гирландайо и Луки Синьорелли на те же ветхозаветные темы. Папа : Климент VII (представитель флорентийской семьи Медичи) поручил в 1541 году Микеланджело расписать заднюю стену капеллы. Для этого пришлось закрыть два окна и замазать фрески Перуджино и самого Микеланджело. Фреска была посвящена Страшному суду. Фигуры были изображены нагими, но по приказу папы Пия IV учеником Микеланджело Даниеле да Вольтеррой были пририсованы набедренные повязки.

- Потолок Сикстинской капеллы
- Фрагмент росписи потолка — Сотворение Солнца, Луны и растений
- Фрагмент росписи потолка — Сотворение Адама
- Фрагмент росписи потолка — Грехопадение и изгнание
- Страшный суд Микеланджело
- Страшный суд Микеланджело — фрагмент
- Страшный суд Микеланджело — фрагмент
- Страшный суд Микеланджело — фрагмент (автопортрет)
- Фреска Перуджино «Христос вручает ключи Святому Петру»
- Фреска Боттичелли «Искушение Христа»
- Фреска Боттичелли «Моисей»
- Фреска Боттичелли «Сцены из жизни Моисея»

- Ватиканская пинакотека (итал. Pinacoteca Vaticana). Коллекция содержит работы таких мастеров Возрождения, как Рафаэль, Фра Беато Анжелико, Филиппо Липпи, Тициан, Веронезе, Караваджо и Тинторетто.

- Рафаэль — «Благая весть»
- Рафаэль — «Преображение Господне»
- Караваджо — «Погребение Христа»

- Галерея географических карт (итал. Galleria delle Carte Geografiche)

- Галерея географических карт

## Картинные галереи и другие художественные собрания
Вилла Боргезе (итал. Villa Borghese) представляет собой ландшафтный парк в английском стиле. На территории виллы расположены следующие музеи: Галерея Боргезе, Музей скульптора Пьетра Каноника, Национальный музей вилла Джулия, Национальная галерея современного искусства.
- Галерея Боргезе (итал. Galleria Borghese) представляет собой одну из лучших в мире частных коллекций живописи и скульптуры. Начало коллекции положил кардинал Шипионе Боргезе, племянник папы римского Павла V. Кардинал Боргезе благодаря своей официальной должности «кардинала-племянника» мог скупать за бесценок или конфисковывать произведения искусства. Так «Снятие с креста» Рафаэля было вывезено из Перуджи, а «Мадонна Палафреньери» Караваджо была перевезена из собора Святого Петра. Шипионе Боргезе был одним из главных покровителей и заказчиков Джованни Лоренцо Бернини. В экспозиции представлено множество работ этого скульптора: «Похищение Прозерпины», «Аполлон и Дафна» и «Давид с пращой», портрет кардинала Сципионе Боргезе. Классическое искусство представлено скандальной работой скульптора Кановы «Лежащая Венера». Изображена полуобнажённая жена князя Камилло Боргезе Паулина Бонапарте-Боргезе, сестра французского императора. На первом этаже из живописных работ можно осмотреть «Маленького больного Вакха» и «Юношу с корзиной фруктов» Караваджо. Остальные живописные работы находятся на втором этаже. Гордость коллекции представляют «Любовь земная и небесная» Тициана, «Положение во гроб» Рафаэля, «Венера и Амур» Кранаха, «Пьета» Рубенса, «Давид с головой Голиафа» Караваджо.

- Здание галереи
- «Положение во гроб» Рафаэля
- «Любовь земная и небесная» Тициана
- «Давид с головой Голиафа» Караваджо
- «Святой Иероним» Караваджо
- «Мадонна со Иоанном Крестителем» Андреа дель Сарто
- «Лежащая Венера» Кановы
- Бюст Шипионе Боргезе работы Бернини

- Музей Пьетра Каноника расположен в оранжерее Палаццо Боргезе
- Национальная галерея современного искусства (итал. Galleria Nazionale d’Arte Moderna). Здание дворца было построено в 1908—1912 годах. В музее представлены работы XIX—XX веков (романтизм, реализм, авангард)

- Здание галереи современного искусства
- Портрет Верди работы Болдини
- «Кувшинки» Клода Моне

- Галерея Дориа-Памфили (итал. Galleria Doria Pamphilj), основанная Камилло Памфили, кардиналом-племянником папы Иннокентия X. Среди произведений искусства — портрет Иннокентия X работы Веласкеса, «Кающаяся Мария Магдалина» Фетти, «Отдых на пути в Египет» Караваджо и четыре работы Тициана.

- Галерея Дориа-Памфили
- Портрет Иннокентия X работы Веласкеса
- «Саломея» Тициана
- «Отдых на пути в Египет» Караваджо

- Палаццо Барберини (итал. Palazzo Barberini) — картинная галерея с произведениями искусства эпохи Возрождения. Среди работ — «Ангелы» Джентиле да Фабриано, «Благовещение» Филиппо Липпи, «Святое семейство» Андреа дель Сарто, «Портрет Стефано Колонны» Бронзино, «Генрих VIII» Ханса Гольбейна-младшего, «Поклонение пастухов» Эль Греко, «Венера и Адонис» Тициана, «Форнарина» Рафаэля и «Юдифь и Олоферн» Караваджо. Представлены также Тинторетто, Гвидо Рени и Бернини.

- Палаццо Барберини ночью
- «Генрих VIII» Ханса Гольбейна Младшего
- «Форнарина» Рафаэля

- Вилла Фарнезина (итал. Villa della Farnesina), принадлежащая Академии деи Линчеи, в которой Рафаэль расписал залы и лоджии («Триумф Галатеи», история Амура и Психеи, фреска Галатеи). В оформлении принимал участие также Бальдассаре Перуцци.

- Вилла Фарнезина. Роспись потолка в лоджии Психеи — школа Рафаэля

- Галерея Корсини
- Палаццо Венеция

## Другие музеи
- Национальный музей пасты. Он находится в центре Рима на площади Скрандерберга возле фонтана Треви. Музей состоит из 11 залов, в которых можно проследить процедуру трансформации зерна в пасту, посмотреть как готовят тесто и просушивают завершенный продукт. В музее можно увидеть эволюцию тестомесильных машин – от самых первых до современных. Отдельные залы посвящены самым знаменитым любителям макарон, имеются экспозиции об отражении пасты в кино, театральных пьесах, литературе.[1]
- Национальный музей музыкальных инструментов[2] у возле церкви Санта-Кроче-ин-Джерусалемме
- Национальный доисторический и этнографический музей
- Музей Астрономии
- Музей железнодорожного парка Рима Порта Сан Паоло